# Petr Rožmberský
Petr Rožmberský (28. ledna 1952 Plzeň – 1. října 2019) byl český archeolog a regionální historik se zaměřením na Plzeňsko, autor příruček o archeologických a historických památkách a kronikář.
Vyučil se v oboru prodavač, později však jako horník pracoval na sanaci plzeňského podzemí, kde se seznámil se středověkými archeologickými nálezy. Později spolupracoval se Západočeským muzeem v Plzni, kde též pracovala jeho manželka Věra. S ní žil ve Vochově, kde také vedl obecní kroniku. V muzeu spolupracoval s archeologickým kroužkem a po absolvování různých zaměstnání se později stal technickým pracovníkem katedry archeologie Filozofické fakulty Západočeské univerzity v Plzni. Zde ovlivňoval studenty zejména při terénních výzkumech, přímé přednáškové a pedagogické činnosti se věnovat nemohl z důvodu chybějícího vysokoškolského vzdělání. Byl též dlouholetým členem Klubu Augusta Sedláčka a zakladatelem časopisu Hláska.
Je autorem množství publikací a článků k různým lokalitám západočeského regionu. Jako redaktor a editor se významně podílel na vydávání časopisu Hláska, sborníků Dějiny staveb, sborníků Muzea Jižního Plzeňska a publikací Západočeské univerzity v Plzni.

## Vydané knihy
- Náhrobní kameny na Sušicku, s O. Brachtlem a V. Švábkem, Sušice, 1990
- Středověké dějiny Vochova, Vochov, 1993
- Hrad Buben u Plešnic, Plzeň, 1995, 2006
- Hrad Drštka u Skořic, s M. Novobilským, Plzeň, 1995, 2004
- Hrad Homberk u Příkosic, s M. Novobilským, Plzeň, 1995
- Panská sídla v Mirošově, Plzeň, 1995, 2006
- Ves Jezná - dějiny a památky malé vesnice, Plzeň, 1995, 2003, 2012
- Hrad Litice u Plzně, s M. Novobilským, Plzeň, 1996, 2002
- Štěnovice hrad, tvrz a zámek, Plzeň, 1996, 2003
- Kunčin Hrádek a kostel Všech svatých v Plzni, Plzeň, 1996, 2010
- Tvrze Tlučná a Tlucná, s J. Anderlem, Plzeň, 1997
- Hrad Krasíkov neboli Švamberk, s M. Novobilským, Plzeň, 1997, 2004
- Hrádek Lacembok a tvrz Hlohová u Staňkova, s M. Novobilským, Plzeň, 1997, 2004
- Královský hrad Radyně, s M. Novobilským, Plzeň, 1998, 2008
- Hrádek ve Skočicích u Přeštic, s J. Světlíkem a M. Novobilským, Plzeň, 1998
- Hrad Všeruby, s M. Novobilským, Plzeň, 1998
- Josefa Milera Neznámé hrady severního Plzeňska, s M. Novobilským a P. Mikotou, Plzeň, 1999, 2012
- Dvory plaských cisterciáků, Plzeň, 1999, 2008, 2019
- Hrad Vlčtejn, s M. Novobilským, Plzeň, 2000, 2019
- Hracholuská kaple a zámek, s M. Novobilským, Plzeň, 2001
- Zámek a tvrz Nebílovy, s V. Machovou a M. Fialou, Plzeň, 2002, 2016
- Zámek a tvrz Chocenice, s V. Machovou, Plzeň, 2002
- Zámek Hradiště, Blovice, 2004
- Dolní a Horní Lukavice, s J. Hajšmanem a V. Machovou, Plzeň, 2004
- Hrad Skála u Přeštic, s M. Novobilským, Plzeň, 2005
- Zámek a tvrz v Luhově, s T. Karlem, Plzeň, 2006
- Gotická tvrz a zámecká pevnost Kaceřov, s M. Novobilským, Plzeň, 2007
- Zaniklé vesnice jižního Plzeňska, Blovice, 2008
- Tvrze Bezděkov a Hradiště u Kasejovic, s V. Červenkou a M. Novobilským, Plzeň, 2009
- Rytíři Karlové ze Svárova, dědiční strážci dveří Království českého, s V. Chmelířem, Plzeň, 2012
- Středověké osídlení Rokycanska, s P. Vařekou, Knihovnička Společnosti přátel starožitností, Praha, 2013
- Štědrý hrádek, s M. Cikánem, Plzeň, 2013
- Hrad Frumštejn a zámek Hunčice, s V. Chmelířem a J. Anderlem, Plzeň, 2013
- Poustevníci, poustevny a pouště v Plzeňském kraji, s L. Krčmářem, Domažlice, 2014
- Zapomenutá zbrojovka Vratislava z Mitrovic ve Spáleném Poříčí, Plzeň, 2014
- Maršály, rainsteiny a pardusy na Plzeňsku, s P. Mikotou, Plzeň, 2017
- Zámek Skalice a tvrz Smrčná, s M. Novobilským, Plzeň, 2019
- Plzeňský vitriol, s P. Mikotou, Plzeň, 2020